# Troissoeur
Troissoeur is een experimentele folkgroep uit België.
De groep brengt geen traditionele folk, ook al maken ze gebruik van viool en accordeon.  
De groep bestaan uit vier jonge mannen met een muzikale achtergrond.
Hun muziek is onconventioneel. Ze hebben een eigen manier van zingen en maken gebruik van een eigen taal (soms worden de woorden achterstevoren uitgesproken). Zo is de titel van hun album "Trah Njim", wat Mijn Hart is, achterstevoren.

## Groepsleden
- Edwin Vanvinckenroye (viool, zang)
- Rein Vanvinckenroye (accordeon, zang, piano)
- Joris Vanvinckenroye (contrabas, zang)
- Pieter Thys (alle soorten gitaar)

## Cd's
- Trah Njim (2000)
- Troissoeur (2004)
- 4 Faces in a Box (verzamelcd)

## Dvd
- Levina (2003)